# Lemmikki Kekomäki
Kaino Tuovi Lemmikki Kekomäki, född 17 september 1902 i Loppis, död 8 april 1996 i Helsingfors, var en finländsk jurist och ämbetsman. Hon ingick 1931 äktenskap med ecklesiastikrådet Esko Kekomäki.
Kekomäki, som var dotter till diplomingenjör, friherre Lauri Almos Yrjö-Koskinen och Fanny Ossia Schöneman, blev student 1921, avlade högre rättsexamen 1927 och blev vicehäradshövding 1931. Hon var räknebiträde vid kolonialstyrelsen 1922–1929, extra ordinarie notarie vid socialministeriet 1929–1933, notarie vid Högsta förvaltningsdomstolen 1936–1937, yngre förvaltningssekreterare 1937–1953, äldre förvaltningssekreterare 1953–1954, kanslichef 1954, extra ordinarie förvaltningsråd 1954–1956 och var förvaltningsråd från 1956. Hon utgav Korkeimman hallinto-oikeuden vuosikirja (I–II, 1934; II, 1935; IV, 1935; III, 1936).

## Utmärkelser
- Riddartecknet av I klass av Finlands Vita Ros’ orden,  1944[2]
- Kommendörstecknet av I klass av Finlands Vita Ros’ orden,  6 december 1960[3]
- Storkorset av Finlands Lejons orden,  6 december 1971[3]

[Redigera Wikidata]